# 西蘭特設鎮區 (密歇根州)
西蘭特設鎮區（英語：Zeeland Charter Township）是位於美國密歇根州渥太華縣的一個特設鎮區。

## 地方資料
西蘭特設鎮區的面積為89.20平方千米，當中陸地面積為89.10平方千米，而水域面積為0.10平方千米。根據2020年美國人口普查的數據，當地共有人口12008人，而人口密度為每平方千米134.62人。